# Rokot Airport
Rokot Airport (engelska: Sipora Airport, indonesiska: Bandar Udara Rokot, engelska: Sipura Airport) är en flygplats i Indonesien.   Den ligger i provinsen Sumatera Barat, i den västra delen av landet, 900 km nordväst om huvudstaden Jakarta. Rokot Airport ligger 7 meter över havet. Den ligger på ön Sipura Island.
Terrängen runt Rokot Airport är platt åt sydväst, men västerut är den kuperad. Havet är nära Rokot Airport åt nordost.